# ميك أورورك
ميك أورورك (بالإنجليزية: Mick O'Rourke)‏ هو لاعب كرة القدم الغالية أيرلندي، ولد في 1946 في Killeigh ‏ في جمهورية أيرلندا، وتوفي في 26 يناير 2019.